# Maratona aquática no Campeonato Mundial de Esportes Aquáticos de 2022 - 25 km feminino
Os 25 km da maratona aquática feminina é um dos eventos do Campeonato Mundial de Esportes Aquáticos de 2022 que foi realizado no dia 30 de junho de 2022, em Budapeste, na Hungria. 

## Calendário
Horário local (UTC+2).
| Fase  | Data        | Hora  |
| ----- | ----------- | ----- |
| Final | 30 de junho | 07:00 |

## Medalhistas
| Ouro                    | Prata         | Bronze                      |
| Ana Marcela Cunha (BRA) | Lea Boy (GER) | Sharon van Rouwendaal (NED) |

## Resultados
A prova foi realizada no dia 29 de junho às 08:00. 
| Pos.              | Nadadora              | Nacionalidade  | Tempo     |
| ----------------- | --------------------- | -------------- | --------- |
| Medalha de ouro   | Ana Marcela Cunha     | Brasil         | 5:24:15.0 |
| Medalha de prata  | Lea Boy               | Alemanha       | 5:24:15.2 |
| Medalha de bronze | Sharon van Rouwendaal | Países Baixos  | 5:24:15.3 |
| 4                 | Barbara Pozzobon      | Itália         | 5:24:16.3 |
| 5                 | Caroline Jouisse      | França         | 5:25:32.1 |
| 6                 | Elea Linka            | Alemanha       | 5:25:36.7 |
| 7                 | Anna Auld             | Estados Unidos | 5:26:25.6 |
| 8                 | Réka Rohács           | Hungria        | 5:26:28.6 |
| 9                 | Hanano Kato           | Japão          | 5:26:30.9 |
| 10                | Kensey McMahon        | Estados Unidos | 5:30:19.1 |
| 11                | Cheng Hanyu           | China          | 5:49:25.9 |
| 12                | Wang Kexin            | China          | 5:49:59.2 |
| 13                | Cibelle Jungblut      | Brasil         | 5:52:41.6 |
| –                 | Ruby Heath            | Nova Zelândia  | DNF       |
| –                 | Romina Imwinkelried   | Argentina      | DNF       |
| –                 | Lisa Pou              | França         | DNS       |